# Steve Englehart
 (avril 2014).
Steve Englehart (né le 22 avril 1947 à Indianapolis dans l'Indiana) est un scénariste de comics américain.

## Biographie

### Marvel Comics
Englehart fait ses premiers pas chez Marvel Comics en tant qu'assistant du dessinateur Neal Adams sur Vampirella Vol. 1, #10 (mars 1971 Warren Publishing). Cependant, il trouve sa vocation comme scénariste. Influencé par le scénariste Roy Thomas, il s'intéressera souvent à des questions philosophiques ou politiques.
Sortant tout juste de l'armée, Englehart commence par travailler sur Captain America, répondant aux attentes des responsables éditoriaux de Marvel et menant en même temps une réflexion sur le rôle que doit occuper un héros patriotique. Avec la saga du Secret Empire, Englehart fait écho au scandale du Watergate (Englehart confiera que ce devait être au départ une histoire sur la corruption des médias, mais que l'affaire du Watergate a justement réorienté la fin du récit vers une portée différente).
Il réconcilie également l'existence de Captain America et son acolyte Bucky chez le prédécesseur de Marvel dans les années 1950, Atlas Comics, anomalie à laquelle personne ne s'est intéressé auparavant, malgré la réintroduction de Captain America chez Marvel en 1964 et la réécriture de son histoire selon laquelle il était resté en animation suspendue depuis la fin de la Seconde Guerre mondiale, à la mort de Bucky.
Englehart scénarise également The Avengers de 1972 à 1976, et tient brièvement les rênes de Doctor Strange (tout d'abord avec le dessinateur Frank Brunner, puis avec Gene Colan), épisodes dans lesquels le mentor de Strange, l'Ancien, meurt, Strange devenant alors le nouveau Sorcier Suprême. Englehart lance une histoire s'étalant sur plusieurs épisodes dans laquelle un sorcier baptisé Sise-neg (Genesis épelé à l'envers) voyagea à rebrousse-temps, collectant toutes les énergies magiques, jusqu'à ce qu'il atteigne l'origine des temps et découvre qu'il est Dieu.
Dans ses épisodes d'Avengers, les idées les plus folles circulent : une mutante épouse un androïde, une ancienne prostituée épouse une plante consciente qui occupe le corps d'un mort. Englehart, en même temps, y mène un travail sur la redéfinition des rôles de Kang le conquérant, de Rama-Tut, d'Immortus, une mise au clair du casting du Zodiac, le premier gros crossover (Avengers / Defenders War).

### DC Comics
En 1976, après une dispute avec le nouvel éditeur en chef de Marvel, Gerry Conway, Englehart quitte Marvel Comics. Jenette Kahn réussit à le convaincre de rejoindre DC Comics. Il y écrit des épisodes de Justice League of America, avec le dessinateur Dick Dillin, ainsi que huit épisodes acclamés par la critique mettant en scène Batman dans  Detective Comics #469-476, avec le dessinateur Marshall Rogers et l'encreur Terry Austin. Englehart quitte temporairement les comics à ce moment, partant pour l'Europe avant même que le premier de ses épisodes ne soit publié. Pendant ce temps, il écrit une roman de fantaisie / sorcellerie, The Point Man.

### Années 1980 et suivantes
En 1983, Epic Comics, label de Marvel, publie Coyote, une série qu'il a précédemment créée chez Eclipse Comics avec Rogers, en collaboration avec les dessinateurs Steve Leialoha et plus tard Chas Truog et Todd McFarlane.
Englehart retourne aux comics grand public chez Marvel et DC vers 1985, travaillant sur West Coast Avengers, la seconde mini-série Vision and the Scarlet Witch (avec le dessinateur Richard Howell), les Fantastic Four, Silver Surfer et Green Lantern. Sur Fantastic Four, les pressions éditoriales sont telles que ses derniers épisodes, écrits à contrecœur, sont signés du pseudonyme de « John Harkness ». En 1987, il écrit le crossover Millennium, qui présente l'un des plus anciens personnages gay de l'univers des comics, Extraño. En 1992, il cocrée l'univers de comics Ultraverse pour Malibu Comics. Sa création Night-Man sera plus tard adaptée en série télévisée. Il anime une autre série dans le même univers, The Strangers (dessinée par Rick Hoberg). 
Dans les années 2000, Englehart alterne scénarios de comics et scripts pour la télévision et les jeux vidéo. Il écrit également des romans sous divers pseudonymes.

## Récompenses
- Eagle Award
  - 1977 : nommé Meilleur scénariste (Favourite Writer)
  - 1978 : Meilleur scénariste (Favourite Writer)
  - 1978 : Roll of Honour at the Eagle Awards
  - 1978 : nommé for Favourite Single Story at the Eagle Awards for Detective Comics #472 with Marshall Rogers
  - 1978 : nommé for Favourite Single Story at the Eagle Awards for Detective Comics #472
  - 1979 : Inkpot Award
  - 1979 : nommé for Best Comic Book Writer (US) at the Eagle Awards
  - 1979 : nommé for Best Continued Story at the Eagle Awards for Detective Comics #475-476 with Marshall Rogers